# Bunny Austin
Henry Wilfred Austin, detto Bunny (Londra, 20 agosto 1906 – Londra, 20 agosto 2000), è stato un tennista britannico.

## Carriera
Si fa notare per la prima volta a Wimbledon 1926 quando si avventura fino alle semifinali del doppio maschile nonostante stesse ancora frequentando Cambridge.
Nel torneo londinese raggiungerà per due volte la finale del singolare maschile senza però riuscire a conquistare il titolo. Dalla sua sconfitta nel 1938 è rimasto per settantaquattro anni l'ultimo britannico a partecipare ad una finale del singolare maschile a Wimbledon, fino al 2012 quando Andy Murray ha eguagliato il risultato.
Nei tornei dello Slam vanta anche una finale al Roland Garros 1937 persa contro il tedesco Henner Henkel.
Insieme a Fred Perry è riuscito a portare la squadra britannica a quattro vittorie consecutive in Coppa Davis e in totale vanta trentasei vittorie su quarantotto incontri disputati.
Nel 1997 è stato inserito nell'International Tennis Hall of Fame.
Muore nel 2000, il giorno stesso in cui compie 94 anni.

## Finali nei tornei del Grande Slam

### Singolare

#### Finali perse (3)
| Numero | Anno | Torneo                            | Superficie  | Avversario in finale | Punteggio     |
| 1.     | 1932 | Wimbledon, Londra                 | Erba        | Ellsworth Vines      | 4–6, 2–6, 0–6 |
| 2.     | 1937 | Internazionali di Francia, Parigi | Terra rossa | Henner Henkel        | 1–6, 4–6, 3–6 |
| 3.     | 1938 | Wimbledon, Londra                 | Erba        | Don Budge            | 1–6, 0–6, 3–6 |

### Doppio misto

#### Finali perse (3)
| Numero | Anno | Torneo                                | Superficie  | Compagna                | Avversari in finale          | Punteggio     |
| 1.     | 1929 | U.S. National Championships, New York | Erba        | Phyllis Covell          | Betty Nuthall George Lott    | 6-3, 6-3      |
| 2.     | 1931 | Internazionali di Francia, Parigi     | Terra rossa | Dorothy Shepherd Barron | Betty Nuthall Patrick Spence | 6-3, 5-7, 6-3 |
| 3.     | 1934 | Wimbledon, Londra                     | Erba        | Dorothy Shepherd Barron | Dorothy Round Ryuki Miki     | 3-6, 6-4, 6-0 |

## Curiosità
È ricordato come il primo tennista a giocare in pantaloncini corti.